# Hamadryas arethusa
Hamadryas arethusa – gatunek motyla dziennego z rodziny rusałkowatych (Nymphalidae).
Wygląd
Rozpiętość skrzydeł 6–7 cm. Skrzydła czarne, pokryte metalicznymi, niebieskimi kropkami. Samice większe od samców. Podczas lotu wydaje charakterystyczny dźwięk.
Występowanie
Boliwia, Meksyk.